# Rhizocaulus chinensis
Rhizocaulus chinensis is een hydroïdpoliep uit de familie Campanulariidae. De poliep komt uit het geslacht Rhizocaulus. Rhizocaulus chinensis werd in 1890 voor het eerst wetenschappelijk beschreven door Marktanner-Turneretscher. 